# (5980) 1993 FP2
(5980) 1993 FP2 es un asteroide perteneciente al cinturón de asteroides, región del sistema solar que se encuentra entre las órbitas de Marte y Júpiter, descubierto el 26 de marzo de 1993 por Seiji Ueda y el astrónomo Hiroshi Kaneda desde el Kushiro Marsh Observatory, Hokkaido, Japón.

## Designación y nombre
Designado provisionalmente como 1993 FP2. 

## Características orbitales
1993 FP2 está situado a una distancia media del Sol de 2,253 ua, pudiendo alejarse hasta 2,594 ua y acercarse hasta 1,911 ua. Su excentricidad es 0,151 y la inclinación orbital 3,774 grados. Emplea 1235,28 días en completar una órbita alrededor del Sol.

## Características físicas
La magnitud absoluta de 1993 FP2 es 13,8. Tiene 4,202 km de diámetro y su albedo se estima en 0,363. 